# Auto de fé de Barcelona
Auto de fé de Barcelona foi uma expressão notabilizada por Allan Kardec para se referir à queima, em praça pública, de trezentos livros espíritas, realizada no dia 9 de outubro de 1861 em Barcelona, Espanha. Foi utilizada pela primeira vez no subtítulo do artigo "O resto da Idade Média", publicado em novembro daquele ano na "Revue Spirite".

## História
Maurice Lachâtre, editor francês, achava-se estabelecido em Barcelona com uma livraria, quando solicitou a Kardec, seu compatriota, em Paris, uma partida de livros espíritas, para vendê-los na Espanha.
Quando os livros chegaram ao país, foram apreendidos na alfândega, por ordem do Bispo de Barcelona, Antonio Palau Termes (1857–1862), sob a alegação de que "A Igreja católica é universal, e os livros, sendo contrários à fé católica, o governo não pode consentir que eles vão perverter a moral e a religião de outros países". O mesmo eclesiástico recusou-se a reexportar as obras apreendidas, condenando-as à destruição pelo fogo.
O "auto de fé" ocorreu na esplanada de Barcelona, às 10h30 da manhã. Conforme lista oficial transcrita na "Revue Spirite", foram queimados os seguintes títulos:
- "Revue Spirite", dirigida por Allan Kardec;
- "A Revista Espiritualista", dirigida por Piérard;
- "O Livro dos Espíritos", por Allan Kardec;
- "O Livro dos Médiuns", por Allan Kardec;
- "O que é o Espiritismo?", por Allan Kardec;
- "Fragmento de sonata", atribuído ao Espírito de Mozart;
- "Carta de um católico sobre o Espiritismo", pelo doutor Grand;
- "A História de Jeanne d'Arc", atribuído a Joana d'Arc pela médium Ermance Dufaux;
- "A realidade dos Espíritos demonstrada pela escrita direta", pelo barão de Guldenstubbé.

A mesma fonte informa terem assistido ao evento:
- um padre, com as roupas sacerdotais, trazendo a cruz numa mão e a tocha na outra;
- um notário encarregado de redigir a ata do auto de fé;
- o escrevente do notário;
- um funcionário superior da administração da alfândega;
- três serventes da alfândega, encarregados de manter o fogo;
- um agente da alfândega representando o proprietário das obras condenadas pelo bispo; e
- uma multidão, que vaiava o religioso e seus auxiliares aos gritos de "Abaixo a inquisição!"

O evento causou viva impressão por meio da imprensa de todo o mundo à época, evocando as antigas fogueiras do Santo Ofício, chamando a atenção para as obras espíritas.
Kardec, em decorrência deste episódio, comentou:
"Graças a esse zelo imprudente, todo o mundo, em Espanha, vai ouvir falar do Espiritismo e quererá saber o que é; é tudo o que desejamos. Podem-se queimar os livros, mas não se queimam as ideias; as chamas das fogueiras as super-excitam em lugar de abafá-las. As ideias, aliás, estão no ar, e não há Pirenéus bastante altos para detê-las; e quando uma ideia é grande e generosa, ela encontra milhares de peitos prontos para aspirá-la."